# 变速器

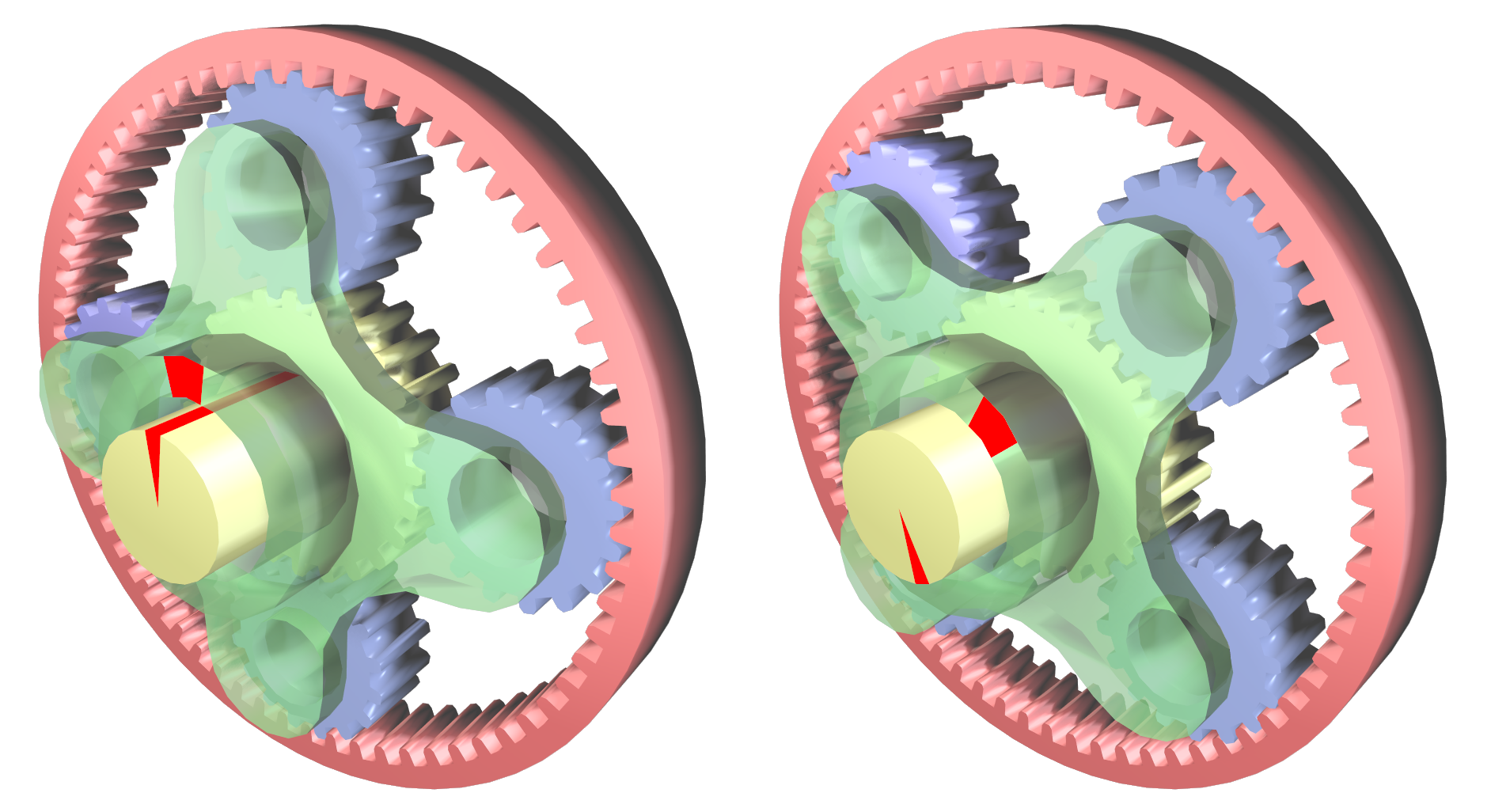
自动变速器中采用的行星齿轮机构

变速器（英語：Transmission），在車輛特別是汽車又稱為「變速器」或「排檔」，中國大陸又作「排擋」，港澳稱為「波箱」，馬新則稱為「牙箱」；在工業機械常稱為「變速機」，是进行机械动力转换的机械或液压设备，為傳動系統的一部分。通常它将动力源（内燃机或电动机）产生的高转速、低扭矩的机械动力转换成更为有效的低转速和高扭矩的动力，以驱动驱动轴、差速器、车轮等机械装置。特殊的变速器也可能作提高转速，降低扭矩的转换。

## 汽車變速箱
變速箱是內燃機驅動的汽車必要的組成部分。汽車上安裝的變速箱通常有多個不同的轉速／扭矩轉換比，通常稱為“檔位”或“檔”，以適應不同的行駛速度下對轉速扭矩組合的不同要求。起步時需要低轉速、高扭矩；而高速行駛時則需要高轉速、低扭矩。一般來說，需要人工手動操作變換檔位的變速箱稱為「手排變速箱」或「手排檔」，由機械操作自動變換檔位的變速箱稱為「自排變速箱」或「自排檔」。近來還出現了可以連續調節轉速／扭矩轉換比的無段變速箱，這也屬於自排變速箱的一種。

## 種類
至今，隨著科技不斷進步，相關的形式也越來越多樣化。基本上，可依據操作方式分為「自動」與「手動」兩大類。

| - 手排變速箱 - 半自動變速箱 - 自動手排變速箱 - 雙離合器變速箱 | - 自排變速箱 - 無段變速箱 - 手動自排變速箱 |

## 製造廠
變速箱生產門檻高且講究安全性和妥善率，大多數車廠都委由專業的變速箱廠商生產，主要分布於日本、德國、美國等機械工業發達的國家。
| 日本            | 德國                        | 美國                   |
| --------------- | --------------------------- | ---------------------- |
| - AISIN - JATCO | - LuK - ZF - GETRAG - Voith | - BorgWarner - Allison |